# Holdenville
Holdenville is een plaats (city) in de Amerikaanse staat Oklahoma, en valt bestuurlijk gezien onder Hughes County.

## Demografie
Bij de volkstelling in 2000 werd het aantal inwoners vastgesteld op 4732.
In 2006 is het aantal inwoners door het United States Census Bureau geschat op 5564, een stijging van 832 (17,6%).

## Geografie
Volgens het United States Census Bureau beslaat de plaats een oppervlakte van
12,6 km², geheel bestaande uit land. Holdenville ligt op ongeveer 248 m boven zeeniveau.

## Plaatsen in de nabije omgeving
De onderstaande figuur toont nabijgelegen plaatsen in een straal van 16 km rond Holdenville.

## Geboren in Holdenville
- Clu Gulager (1928-2022), acteur